# Teduglutida
La teduglutida, que se vende bajo el nombre comercial de Gattex entre otros, es un medicamento utilizado para el síndrome del intestino corto. En concreto, se utiliza en personas que requieren nutrición parenteral. Este medicamento se administra mediante inyección justo debajo de la piel.
Los efectos secundarios más frecuentes de este medicamento son dolor abdominal, náuseas, sobrecarga de líquidos, reacciones alérgicas y dolor de cabeza. Otros posibles efectos secundarios son tumores, obstrucción intestinal, enfermedades de la vesícula biliar y pancreatitis. El uso de este medicamento durante el embarazo parece seguro. Es similar al péptido similar al glucagón-2, que aumenta la absorción de nutrientes por parte del intestino.
Este medicamento se aprobó para uso médico en Estados Unidos y Europa en 2012. A una dosis de 5 mg al día, en el Reino Unido cuesta al NHS unas 15.000 libras esterlinas al mes a partir de 2021. Esta cantidad en Estados Unidos cuesta unas 36.000 dólares estadounidenses al mes.